# Drymaria glandulosa
Drymaria glandulosa är en nejlikväxtart som beskrevs av Friedrich Gottlieb Bartling. Drymaria glandulosa ingår i släktet Drymaria och familjen nejlikväxter. Utöver nominatformen finns också underarten D. g. galeottiana.